# كتاب رفع اليدين في الصلاة
كتاب رفع اليدين في الصلاة، هو كتاب لمحمد بن أبي بكر الدمشقي، المعروف بابن قيم الجوزية (ت:751هـ)، وهو بمثابة بحث أفرده في مسألة فقهية واحدة وهي مسألة: رفع اليدين في الصلاة، وجعل الخلاف فيها معقودا بين فريقين:
الأول: جماهير العلماء من الصحابة والتابعين والأئمة، القائلين بأن رفع اليدين في الركوع، والرفع منه، والقيام من الركعتين؛ سنة ثابتة عن النبي محمد صلى الله عليه وسلم.
والفريق الثاني: بعض العلماء من الحنفية وغيرهم، القائلين بعدم سنية رفع اليدين في تلك المواضع.
وهي من المسائل المهمة التي أفرد لها العلماء مصنفات مستقلة، وبين أهميتها أبو زكريا النووي فقال: «هذه مسألة مهمة جدا فإن كل مسلم يحتاج إليها في كل يوم مرات متكاثرات لا سيما طالب الآخرة ومكثر الصلاة ولهذا اعتنى العلماء بها أشد اعتناء».    

## اسم الكتاب والمؤلف
اسم الكتاب: رفع اليدين في الصلاة.
المؤلف: ابن قيم الجوزية؛ محمد بن أبي بكر بن أيوب بن سعد الزرعي الدمشقي، أبو عبد الله، شمس الدين. المولود عام (691 ه) والمتوفى عام (751 ه)، وكان له اهتمام بالمسائل الفقهية ومنها ما أفردها في مؤلفات خاصة مثل: (إغاثة اللهفان في حكم طلاق الغضبان)، (حكم إغمام هلال رمضان)، (نكاح المحرم)، (حكم تارك الصلاة).

## تاريخ تأليف الكتاب
من المتيقن أن المؤلف قد كتب هذا الكتاب قبل سنة (740هـ)، لأن هناك نسخة خطية نقلها ناسخها من خط ابن القيم وهو أحد تلاميذه، وقد أرخت بهذا التاريخ.

## الموضوع العام للكتاب
الكتاب بحث فقهي أفرده مؤلفه ابن قيم الجوزية لمسألة واحدة وهي: «رفع اليدين في الصلاة»، وقد ذكر المؤلف أن الخلاف فيها دائر بن فريقين:
- جماهير العلماء من الصحابة والتابعين والأئمة، القائلين بأن رفع اليدين في الركوع والرفع منه والقيام من الركعتين سنة.
- بعض العلماء من الحنفية القائلين بعدم سنية رفع اليدين في تلك المواضع.
فحرر الأقوال في المسألة وذكر أدلتها العقلية والنقلية، واستقصى أدلة كل مذهب وجواب كل فريق عن أدلة الآخر ووازن بين تلك المذاهب، ومع ذلك فإن المؤلف لم يرجح في كتابه هذا أي قول من الأقوال، إلا أنه استدل أكثر للقائلين بالرفع ودافع عن أدلتهم ورد الاعتراضات عليها، وهذه المسألة التي تكلم عنها المؤلف في هذا الكتاب أفردها العلماء بالتأليف من قبله، وذلك لأهميتها، وكونها مما يحتاج إليه عموم المسلمين، يقول أبو زكريا النووي: «هذه مسألة مهمة جدا فإن كل مسلم يحتاج إليها في كل يوم مرات متكاثرات لا سيما طالب الآخرة ومكثر الصلاة ولهذا اعتنى العلماء بها أشد اعتناء»، وقال ابن رجب: «وسبب اعتنائهم بذلك: أن جميع أمصار المسلمين كالحجاز واليمن ومصر والعراق كانَ عامة أهلها يرون رفع الأيدي في الصلاة عندَ الركوع والرفع منه، سوى أهل الكوفة، فكانوا لا يرفعون أيديهم في الصلاة إلا في افتتاح الصلاة خاصة، فاعتنى علماء الأمصار بهذه المسألة، والاحتجاج لها، والرد على من خالفها»، وممن كتب مفردا في هذه المسألة: محمد بن إسماعيل البخاري، وأحمد بن عمرو البزار، ومحمد بن نصر المروزي، وأبو نعيم الأصبهاني، وأبو زكريا النووي، وغيرهم.

## منهجه في الكتاب
1. ذكر الأقوال دون ترجيح، مع ظهور ميله لقول من الأقوال التي ذكرها، لكنه لم ينص على رجحان ذلك القول.
2. ذكر الدلائل العقلية والنقلية لكل قول من الأقوال التي ذكرها.
3. التوسع في الاستدلال لكل مذهب، حتى استدل بما لم يستدل به أصحابه.
4. مناقشة كل الأدلة التي ذكرها لكل قول.
5. الموازنة بين المذاهب في الرأيين.

## محتويات الكتاب
1. بدأ المؤلف كتابه بمقدمة إلا أنها سقطت من النسخ الخطية.
2. ذكر بقية حجج من قال بعدم رفع الأيدي وجملة ما ذكره ابن قيم الجوزية سبع عشرة حجة، إلا أن الباقي في المطبوع حجتان.
3. ذكر أجوبة القائلين برفع الأيدي حيث ذكر الأحاديث التي اعتمدوا عليها وهي ثمانية وثلاثون حديثا عن الصحابة، وقد ذكر الأحاديث وتكلم على درجتها وذكر من أخرجها، ثم ذكر الموقوفات على الصحابة وآثار السلف.
4. ذكر الجواب عن الأحاديث والحجج التي استدل بها القائلون بعدم الرفع وأجاب عنها كلها، وتكلم عن أسانيدها ودلالتها.
5. ذكر أجوبة القائلين بالخفض على حجج القائلين بالرفع وتكلم عليها واحدا واحدا وعن الآثار التي استدلوا بها.
6. ذكر ردود القائلين بالرفع على ما أورده القائلون بعدمه والجواب عن تضعيفهم لأحاديث الرفع وإثبات صحتها.
7. ذكر المسائل الخلافية عند القائلين برفع الأيدي فذكر منها خمس مسائل، وهي:
- من ذهب إلى الرفع عند الافتتاح والركوع والرفع منه، وإذا قام من الثنتين.
- من استحب الرفع عند كل رفع وخفض.
- مذهب ابن حزم في وجوب رفع اليدين في تكبيرة الإحرام وسنيته فيما عداها.
- من يرى الرفع كله واجبا.
- ختم بمسألة خامسة في قول من أبطل الصلاة بالرفع.
اختتم الكتاب بذكر ثماني عشرة مسألة تتعلق بالرفع وكيفيته وابتدائه وانتهائه.

## مميزات الكتاب
1.   الأصالة والاعتماد على القرآن والسنة.
2.   الموضوعية، فقد ذكر الأقوال واستدل لها وناقش كل الأدلة التي ذكرها.
3.   الأمانة العلمية حيث ينسب الأقوال لقائليها.
4.   التوسع في الاستدلال والاستنباط ومناقشة الأدلة.
5.   الكتاب حافل بعلوم عدة، فهو كتاب فقهي، إلا أنه اهتم بعلم الحديث في مناقشة الأدلة، فذكر الرجال والتصحيح والتضعيف.

## طبعات الكتاب
1-    طبعة المكتبة الإسلامية في مصر عام 1426ه، تحقيق محمود بن حسين آل مكي الزريقي.
2-   دار غراس في الكويت عام 1428ه، تحقيق فيصل بن عبد العزيز الفهد.
3-   دار عطاءات العلم، وهي إعادة طبع لطبعة دار عالم الفوائد، تحقيق: علي بن محمد العمران.
```
            
```